# Un veac de singurătate
Un veac de singurătate (în spaniolă: Cien años de soledad) este un roman scris de către câștigătorul Premiului Nobel în 1982, columbianul Gabriel García Márquez. Prima ediție a romanului a fost publicată pe 5 iunie 1967 la Buenos Aires, Argentina, de Editorial Sudamericana, cu un tiraj inițial de 8.000 de exemplare. 

## Scrierea și publicarea romanului
Romanul „Un veac de singurătate” a fost scris de Márquez în 18 luni (între 1965 și 1967) la Ciudad de Mexico, unde scriitorul locuia în acea perioadă împreună cu familia sa. Ideea originală care a stat la baza acestei opere a apărut în 1952, în timpul unei călătorii pe care autorul a făcut-o, alături de mama sa, în satul său natal, Aracataca (Columbia). În povestea  „Un día después del sábado” (O zi după sâmbătă), publicată în 1954, autorul face pentru prima dată referire la Macondo, iar o serie de personaje din această operă apar în anumite povești și romane anterioare. 
Manuscrisele au ajuns la editură prin poștă, trimise de autor, în două părți. De la prima publicare a cărții, în 1967, și până în prezent, s-au vândut peste 30 de milioane de exemplare în întreaga lume. A fost tradusă în 35 de limbi și editată în peste 50 de milioane de exemplare. Este una dintre cele mai traduse și citite cărți în limba spaniolă. În timpul celui de-al patrulea Congres Internațional de Limbă Spaniolă care a avut loc la Cartagena, Columbia, în martie 2007, cartea fost cotată, după importanță, ca fiind a doua operă literară majoră scrisă în limba spaniolă, după Don Quijote al lui Cervantes, ambele surclasând-o pe Sfanta Teresa de Jesus a carmelitelor desculțe cu Autobiografia ei.
La început, se gândea să își intituleze romanul „Casa”, dar până la urmă s-a hotărât la „Un veac de singurătate”, pentru a evita confuzia cu romanul „Marea Casă”, publicat în 1954 de prietenul său, scriitorul columbian Alvaro Cepeda Samudio.Titlul romanului semnifică sentimentul tragic al singurătății pe care îl trăiesc membrii familiei Buendía în toate aspectele vieții lor: în dragostea redusă la aspectul său fizic sau în moarte (Melchiade se întorsese din lumea morților, deoarece nu putuse îndura singurătatea).
Dacă diverși critici au dreptate când afirmă că cea de-a doua jumătate a secolului al XX-lea se definește prin remarcabila vigoare a scriitorilor din America Latină, la apogeul realizărilor lor se află, fără îndoială, opera în continuă evoluție a lui Gabriel García Márquez. „Un veac de singurătate” reprezintă o sinteză a tradiției literare hispanice și a temelor și tehnicilor moderne internaționale.

## Structura
Cartea este compusă din 20 de capitole fără titlu, în cadrul cărora povestea este relatată prin utilizarea unei structuri temporale ciclice; atât evenimentele satului și ale familiei Buendia, cât și numele personajelor se repetă din nou și din nou, făcând realitatea și fantasticul să fuzioneze. În primele trei capitole, este povestit exodul unui grup de familii și construirea satului Macondo. Începând cu capitolul 4 și până la capitolul 16, este vorba despre dezvoltarea economică, politică și socială a satului. Ultimele patru capitole relatează decăderea acestuia.

## Rezumat
Unanim recunoscută drept cea mai bună lucrare a lui García Márquez, „Un veac de singurătate” descrie istoria satului columbian fictiv Macondo. Acțiunea se derulază pe o perioadă de peste o sută de ani si prezintă ascensiunea și prăbușirea familiei Buendia. La începutul romanului, satul Macondo cuprinde doar câteva case pentru ca în decursul mai multor ani, să se dezvolte, dar concentrat mereu în jurul locuinței familiei Buendía. Membrii ei sunt primii locatari și întemeietorii satului, nucleul tuturor evenimentelor. Relevante prin intermediul unor uimitoare falduri temporale, personajele moștenesc numele și înclinațiile familiei, dezvăluind stiluri de viață care se dedublează și se repetă. Puternicul José Arcadio Buendía se transformă din întreprinzătorul și carismaticul fondator al satului Macondo, într-un om în pragul nebuniei. Macondo luptă împotriva unor calamități ca războiul și ploile. Misterele apar aproape ca din senin. Această atractivă și colorată saga este, totodată, o alegorie socială și politică mai largă - uneori prea suprarealistă pentru a fi plauzibilă, alteori mai reală decât și-ar putea permite orice lucrare realistă convențională.

În această fotografie, de Isabel Steva Hernandez, García Márquez este apăsat de greutatea unui exemplar al celebrului său roman.

Acțiunea cărții urmăreste viața lui José Arcadio Buendía, întreprinderile sale îndrăznețe, temperate de prudența Ursulei - soția sa, viața fiilor – dintre care se remarcă Aureliano, colonel și erou legendar al războiului civil, nepoților și strănepoților lor, pe parcursul a șase generații. Odată cu succesiunea generațiilor, este prezentată și viața satului, în care civilizația înlocuiește treptat simplitatea naturală, culminând cu înflorirea artificială adusă de instalarea companiei bananiere ce va fi urmată de declinul localității, recucerită de natura luxuriantă.
În jurul Ursulei, mama care conduce gospodăria, vor gravita toate celelatate personaje. Prin ochii ei, vedem felul în care evoluează soțul, copiii, nepoții și strănepoții, după ce trec prin diverse încercări și întâmplări. De-a lungul vieții, Ursula se ghidează după vorbele bătrânilor care o îndrumă și o ajută să supraviețuiască mai bine de o sută de ani. Își păstrează încrederea în ordinea firească a lucrurilor, și ea este cea care va veghea asupra conduitei fetelor din familie, ea le va învăța cum să întrețină gospodăria și echilibrul în viața de cuplu. De asemenea, le va dezvălui fetelor secrete ale leacurilor din străbuni care ar putea să le vindece și de cele mai cumplite boli. Atunci când povara anilor o apasă și simte că nu mai poate controla anumite lucruri, cu calm, le lasă în voia destinului.
Celelalte personaje feminine, Pilar Ternera - ghicitoarea, Rebeca, Remedios, Amaranta, se lasă dominate de simțuri, sunt pătimașe fie în iubire, fie în ura lor, au o evoluție meteorică în roman și poate doar Fernanda, prin educația și temperamentul ei, reușește să păstreze într-o oarecare măsură tradițiile și buna orânduire a lucrurilor în casa copleșită mereu de sosirea neîncetată a familiei și prietenilor care pleacă și se întorc, mereu mai mulți și mai tulburători.
Trecerea periodică a țiganilor prin Macondo, conduși de Melchiade, aduce în sat noutățile lumii, precum: o lupă, o oglindă, proteza dentară, un covor zburător, alambic pentru a face aur, hărți.
De fiecare dată, José Arcadio Buendia e cuprins de febra noului, are planuri entuziaste și se închide în camera lui, meditând și lucrând cu tenacitate și meticulozitate până reușește să realizeze ceea ce își pusese în gând. Dintre ceilalți bărbați ai familiei Buendia, al doilea Aureliano are o traiectorie fantastică. Ajunge un curajos și apreciat luptător în războiul civil și va fi desemnat erou național.
Atunci când în Macondo este trasă calea ferată, destinul satului se schimbă. Evenimente precum instalarea companiei bananiere vor aduce un suflu nou. Apoi încep ploile care durează neașteptat de mult: patru ani, unsprezece luni și două zile, timp în care vor transforma totul în canale pline de apă murdară și mult noroi.
După ploaie urmează o perioadă nesfârșită de secetă, iar oamenii încep să moară în număr tot mai mare și satul, după o uimitoare ascensiune, devine din nou aproape pustiu ca la început, lipsit de culoare și vivacitate, rupt total de restul lumii.
Personajele masculine sunt caracterizate de o obsesivă rutină. Sunt plini de energie și inteligență, ce le generează sete și elan pentru proiecte ambițioase sau sexualitate pasională. Sunt incapabili să obțină realizări pe termen lung, iar viețile lor sunt dominate de o violență irațională.
„Un veac de singurătate” nu are un subiect principal în adevăratul sens al cuvântului. În schimb, autorul folosește romanul pentru a explora și ilustra ideea că este foarte important ca oamenii să-și amintească propria istorie, altfel, vor suferi pentru ea.
Povestea satului Macondo si a familiei Buendía constituie și o alegorie a condiției umane, a istoriei omenirii. Atmosfera anilor de după întemeierea localității evocă paradisul pământesc al primilor oameni:
„Lumea era atât de recentă, încât multe lucruri nici nu aveau încă nume, iar pentru a le deosebi trebuia să le arăți cu degetul. Era într-adevăr un sat fericit: nimeni nu avea peste treizeci de ani, nimeni nu murise încă.”—Fragment din romanul „Un veac de singurătate”

## Personajele

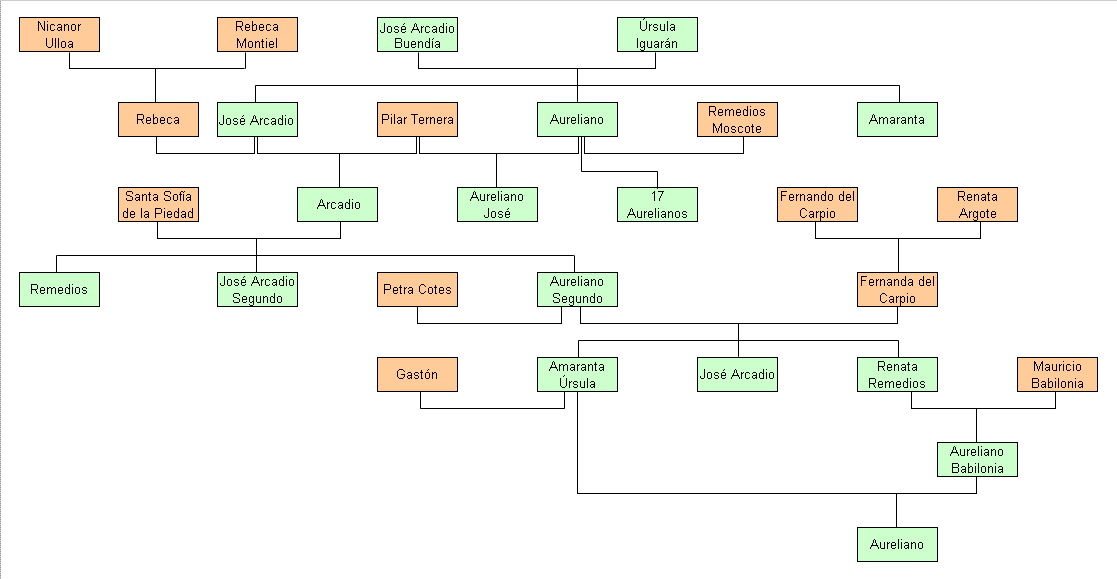
Arborele genealogic al familiei Buendía.

### Prima generație

#### José Arcadio Buendía
Patriarhul familiei Buendía, José Arcadio Buendía, este o fire hotărâtă, inflexibil (atât fizic, cât și mental), cu toate acestea, el are un profund interes pentru misterele filosofice. Buendia este unul dintre întemeietorii satului, însă dispare din poveste odată ce înnebunește cautând Piatra Filozofală. În final, își pierde mințile și începe să vorbească în latină. Legat de un castan, el va servi celorlalți drept mărturie a începuturilor satului Macondo. Este eliberat de către Ursula cu puțin timp înainte de-a muri.

#### Úrsula Iguarán
Soția lui José Arcadio Buendía este stăpâna familiei, dar și membrul care trăiește de-a lungul celor mai multe generații. Ursula conduce familia cu o voință puternică și o mână fermă. Ea moare, în joia mare, la vârsta de o sută douăzeci de ani.

### A doua generație

#### José Arcadio
Primul copil al lui José Arcadio Buendía este José Arcadio. El moștenește încăpătânarea și impulsivitatea tatălui său. Când tiganii ajung la Macondo, o tigancă vede trupul gol al lui José și exclamă că are cel mai mare organ genital pe care l-a văzut vreodată. Are o aventură cu o femeie numită Pilar Ternera, dar o părăsește după ce o lasă însărcinată. În final, el își părăsește familia și pleacă cu o tigancă. După mulți ani, pe neașteptate, el se întoarce acasă. Statura sa devenise uriașă, iar el pretindea că a navigat pe mările lumii. Se căsătorește cu sora sa adoptivă, Rebeca. Acest fapt determină exilul său din casă. Moare din cauza unei misterioase împușcături la câteva zile după ce-l salvează pe fratele său de la execuție.

#### Colonelul Aureliano Buendía
Colonel Aureliano Buendía este cel de-al doilea fiu al lui Jose A. Buendia și prima persoană născută în Macondo. Și-a primit numele după un vechi strămoș. Aureliano s-a născut cu ochii deschiși după ce a plâns în uterul mamei sale. Acest fapt i-a cauzat lui incapacitatea de a iubi. Se credea că are premoniții fiindcă tot ceea ce spunea, se adeverea. Aureliano a moștenit gândirea tatălui său, având și el, de asemenea, înclinații spre filozofie. A studiat metalurgia și s-a alăturat partidului liberal la izbucnirea războiului. Luptă împotriva guvernului conservator în 32 de războaie civile și ocolește moartea de mai multe ori. Pierzându-și interesul pentru război, Aureliano a semnat un tratat de pace și s-a întors acasă. Își pierde capacitatea memoriei și cea emoțională din cauza vârstei înaintate și începe să-și petreacă zilele construind și dezasamblând mici peștișori de aur. Moare în timp ce urinează pe copacul de care tatăl său a fost legat mulți ani la rând. El reprezintă nu numai luptătorul, dar și artistul datorită abilității sale de a scrie poezie și de a crea cu măiestrie peștișori aurii.

#### Remedios Moscote
Remedios este cea mai tânără fiică a conservatorului Don Apolinar Moscote, care îndeplinește funcția de administrator al orășelului Macondo. Remedios Moscote avea trăsături fizice deosebite, pielea frumoasă și ochii verzi precum smaraldul. Viitorul colonel Aureliano se îndrăgostește de ea, ignorând vârsta ei fragedă. Ea este atât de tânără încât căsătoria a fost amânată până când Remedios va ajunge la pubertate. Spre surprinderea tuturor, ea devine o frumoasă și dulce soție care cucerește inima întregii lumi. Este singura care are grijă de José Arcadio Buendía în timp ce acesta era bolnav. Moare la scurt timp după căsătorie, otrăvită de propriul sânge, ca urmare a complicațiilor apărute în timpul sarcinii.

#### Amaranta

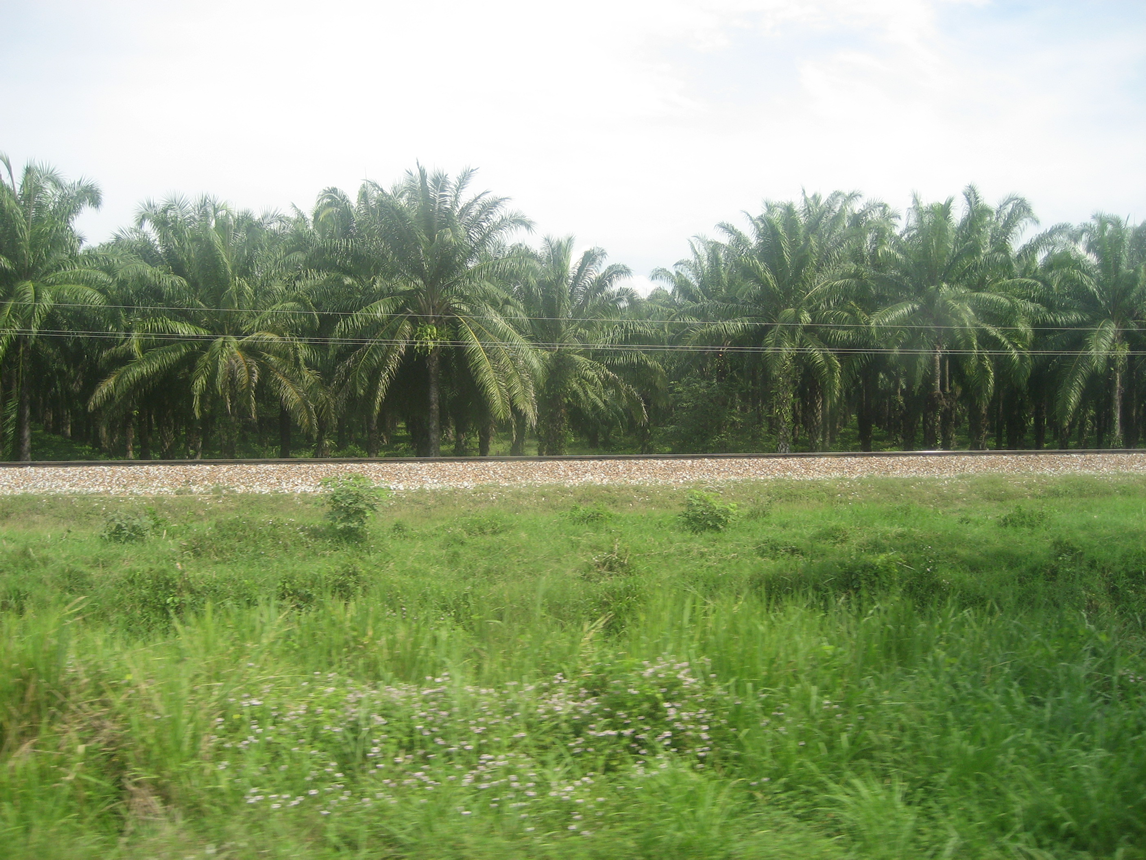
Plantații cu palmieri de ulei în Aracataca (Macondo)

Al treilea copil al lui José A. Buendía, Amaranta, crește alături de sora sa vitregă, Rebeca. Sentimentele sale față de Rebeca devin ostile când vine vorba de italianul Pietro Crespi, deoarece cele două surori l-au dorit cu aceeași intensitate în timpul vârstelor lor adolescentine. Amaranta își dorește s-o otrăvească pe sora sa, ca ea să fie cu Pietro, dar atunci micuța Remedios moare și Amaranta suferă o criză emoțională, simțindu-se cuprinsă de remușcări deoarece s-a rugat la Dumnezeu să se întâmpe ceva ca Rebeca să nu se poată căsători, și atunci a avut loc moartea lui Remedios. Când Rebeca se căsătorește cu José Arcadio, Amaranta respinge orice bărbat care o curtează, inclusiv Pietro Crespi, care începe s-o caute după ce Rebeca îl va părăsi. Îi este atât de teamă de orice angajament, încât îl respinge pe Crespi, iar acesta, din disperare, se sinucide. Apoi Amaranta este curtată de un prieten apropiat al fratelui său - Colonelul Gerineldo Márquez, dar, din nefericire, îl alungă și pe acesta din același motiv. Represiunea sa virginală se manifestă prin relațiile incestuoase cu nepoții săi, Aureliano José și José Arcadio. La un moment dat, Amarantei i se arată moartea sub forma unei femei bătrâne care îi comandă să înceapă lucrul la un giulgiu. În final, singuratică și virgină, Amaranta moare, însă mulțumită în sinea sa, după ce acceptase ceea ce devenise.

#### Rebeca
Rebeca este copilul celui de-al doilea văr al Úrsulei Iguarán, care locuiește în Manaure, capitala Guajirei. La început, Rebeca este foarte timidă, refuză să vorbească și are obiceiul de a mânca pământ, varul de pe pereții casei și de a-și suge degetul. Ea sosește în Macondo cărând o geantă de pânză ce conținea oasele părinților săi. Rebeca pare să nu înțeleagă limba spaniolă, dar răspunde la întrebările puse de Visitacion și Cataure în limbile guajiro și wayuu. A fost afirmat de cel puțin un critic că sacul cu oase și epidemia insomniei se referă la o practică Guajiro de purificare a rămășițelor umane, acest ritual fiind considerat ca un procedeu secund al înmormântării. Rebeca sosește după plecarea lui José Arcadio cu șatra de țigani. Este crescută în casa Buendia și din această cauză, viitoarea sa relație cu José Arcadio va fi privită ca una incestuoasă, lucru ce va determina alungarea lor. Moartea misterioasă a lui José Arcadio este de neexplicat până și Rebecăi. Va trăi în izolare pentru tot restul vieții sale.

### A treia generație

#### Arcadio
Arcadio este rodul nelegitim al relației dintre José Arcadio și Pilar Ternera. El este profesor, dar își asumă responsabilitatea conducerii orașului la cererea lui Aureliano, când Colonelul Aureliano Buendía pleacă. Arcadio devine un dictator tiranic și își folosește elevii ca și propria-i armată. Are tentative de a dezrădăcina biserica și de a persecuta oamenii conservatori din oraș (ca Don Apolinar Moscote). Când încearcă să-l execute pe Don Apolinar pentru o remarcă răutăcioasă, Úrsula îl biciuiește și preia conducerea orașului. Când primește vestea că forțele conservatoare s-au reîntors în oraș, Arcadio reușește să înceapă o luptă împotriva lor în ciuda multiplelor dezavantaje. Forțele liberale din Macondo se prăbușesc, iar Aracadio este împușcat la puțin timp după înfrângerea sa de către trupele conservatoare.

#### Aureliano José
Aureliano José este fiul Colonelului Aureliano Buendía și al lui Pilar Ternera. I se alătură tatălui său în mai multe războaie, dar se întoarce în Macondo fiindcă este îndrăgostit de matușa sa care l-a crescut de mic copil, Amaranta. Cei doi aproape că se implică într-o relație sexuală, dar Amaranta îl respinge odată ce înțelege gravitatea faptelor sale. Aureliano José încearcă să primească acceptarea Amarantei, dar aceasta îl respinge în continuare; într-un final se dă bătut. Ajunge să cunoască cine este mama lui și o acceptă în viața sa. Aureliano José este împușcat în timpul războiului de către un căpitan conservator deoarece fugise de trupele de poliție. De asemenea, căpitanul este împușcat, iar fiecare locuitor din Macondo, îi împușcă trupul neînsuflețit, ca răzbunare.

#### Santa Sofía de la Piedad
Santa Sofía este o frumoasă tânără virgină și fiica unui vânzător. A fost plătită de către Pilar Ternera să întrețină relații sexuale cu fiul ei Arcadio, după ce acesta, necunoscând relația lor ca mamă și fiu, a încercat s-o violeze. Devine soția lui Arcadio și mama lui Remedios cea Frumoasă, a lui José Arcadio al 2-lea și al lui Aureliano al 2-lea. După execuția lui Arcadio, ea este primită împreună cu copiii săi în casa Buendía. În general, este un personaj invizibil al romanului, făcând parte din fundalul familiei Buendía. Lucrează ca menajeră mai mult sau mai puțin voluntar și aparent preferă să fie un personaj inexistent în istoria familiei. Într-un final, ea începe să simtă cum casa se dărăpănează oricât de mult încerca ea s-o țină în picioare. După moartea Úrsulei, Santa Sofía pleacă pe neașteptate, destinația ei rămânând necunoscută.

#### Cei 17 Aureliano
În timpul celor 32 de campanii militare întreprinse de Colonelul Aureliano Buendía, acesta lasă în urmă 17 fii cu 17 femei diferite, petrecând doar o noapte cu fiecare dintre ele. Asta se explică prin tradiția ca femeile tinere să se ducă cu soldații. Casa Buendía va fi vizitată de 17 mame diferite, al căror scop comun era ca Úrsula să le boteze urmașii. Úrsula acceptă și îi botează pe toți Aureliano, luând numele de familie al mamei. Mai târziu, fiii se vor întoarce în casa Buendía și vor fi acceptați de familie. Patru dintre aceștia (A. Triste, A. Serrador, A. Arcaya și A. Centeno) rămân în Macondo și devin parte din familie. În final, fiind ușor de identificat după crucea imprimată permanent pe frunțile lor, toți vor ajunge să fie asasinați de către guvern, în semn de răzbunare față de colonel. Singurul supraviețuitor e A. Amador, care fuge în junglă, dar va ajunge să fie asasinat pe treptele casei tatălui său mulți ani mai târziu.

### A patra generație

#### Remedios cea Frumoasă
Remedios cea Frumoasă este primul copil născut al lui Arcadio și al Santei Sofía de la care moștenește frumusețea sa. Se spune că ea este cea mai frumoasă femeie din lume, acest lucru cauzând moartea mai multor bărbați care o iubeau sau tânjeau după ea. În fața întregului oraș, pare naivă și inocentă, iar unii dintre cei care au cunoscut-o de-a lungul vieții ar fi spus că e chiar stupidă. Totuși, colonelul Aureliano Buendía crede că a moștenit destul de multă luciditate, „ca și cum ar fi fost în război”. A dus un mod de viață simplu, considerat, de către unii, bizar. A refuzat îmbracămintea și înfrumusețarea, cosându-și o sutană și tăindu-și părul lung pentru a evita pieptănatul. Într-un sens ironic, modul ei de a stârni instinctele primare umane a transformat-o într-un obiect al dorinței pentru tot mai mulți bărbați, pe care îi tratează cu pură inocență și fără timiditate. Într-o dimineață, în timp ce împăturea rufe, Remedios se ridică la cer.

#### José Arcadio Segundo

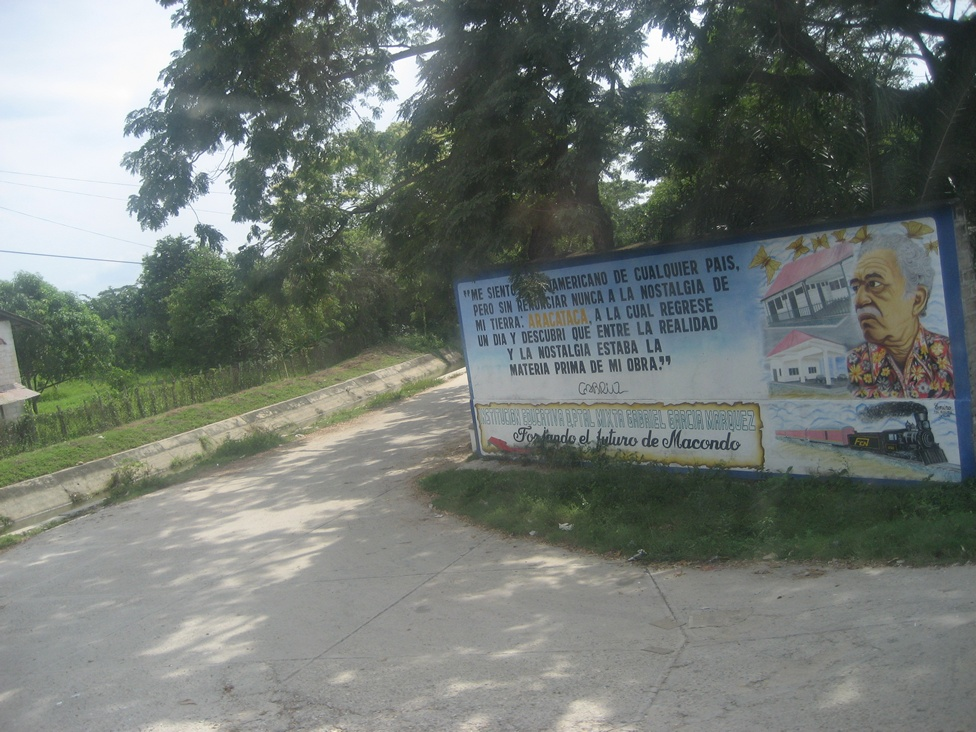
Afiș cu Gabriel García Márquez în Aracataca. Pe afiș scrie: Mă simt latino-american din nu contează ce țară, dar niciodată nu am renunțat la nostalgia după locurile mele natale: Aracataca, locul în care m-am întors într-o zi și am descoperit că între realitate și nostalgie se găsește materia primă pentru munca mea. — Gabriel García Márquez

José Arcadio Segundo este fratele geamăn al lui Aureliano al 2-lea, fiul lui Arcadio și al Santei Sofía. Úrsula crede că cei doi au fost schimbați în copilărie, deoarece José Arcadio începe să arate caracteristici ale Aurelienilor, fiind gânditor și taciturn. El joacă un rol important în greva făcută împotriva companiei bananiere și este singurul supraviețuitor atunci când compania ucide toți greviștii. După aceea, el își trăiește restul vieții studiind pergamente și învățându-l pe tânărul Aureliano. Moare în aceeași clipă cu fratele său geamăn, Aureliano Segundo.

#### Aureliano al II-lea (Segundo)
În comparație cu fratele său, Aureliano Segundo e mai neliniștit și impulsiv. În timpul căsătoriei cu Fernanda del Carpio, Aureliano Segundo o are ca amantă pe prima sa prietenă, Petra Cotes. În momentele petrecute de el cu Petra, animalele sale se înmulțesc rapid, dându-i motive de bucurie. Din cauza ploilor puternice, averea sa se termină și familia Buendía ajunge aproape falită. El începe să caute o comoară îngropată, ajungând în pragul nebuniei. Se ofilește precum o plantă, și moare de cancer la gât în exact același moment cu fratele lui geamăn. În timpul unei confuzii la înmormântare, corpurile sunt schimbate între ele, și ei sunt îngropați fiecare în mormântul celuilalt. El (Aureliano) reprezintă economia Columbiei: luând și pierzând din greutate în funcție de situație și moment.

#### Fernanda del Carpio
Fernanda este printre puținele personaje principale (cu excepția Rebecăi și a Primei Generații) care nu își găsește originile în Macondo. Este o femeie deosebit de frumoasă și provine dintr-o familie scăpătată de aristocrați, care a ținut-o departe de lume; fusese aleasă ca cea mai frumoasă femeie dintre altele 5000. Fernanda ajunge în Macondo pentru a concura cu Remedios pentru titlul de Regina Carnavalului, după ce tatăl ei îi promite că va ajunge să fie regina Madagascarului. În urma eșecului, se mărită cu Aureliano Segundo și curând preia conducerea familiei de la Úrsula, conducând foarte strict afacerile familiei Buendía. Va avea 3 copii cu Aureliano (José Arcadio, Renata Remedios, cunoscută și ca Meme și Amaranta Úrsula), și va rămâne stăpână în casă după moartea lui Aureliano, având grijă de toate până la propria-i moarte. Fernanda nu va fi niciodată pe deplin acceptată în casa Buendía și, cu toate că familia nu se va împotrivi conservatorismului ei excesiv, va fi întotdeauna privită ca o venetică și ca o persoană veșnic cu nasul pe sus. De-a lungul romanului, instablitatea psihologică și emoțională a Fernandei e descrisă ca paranoia, fiind zugrăvită prin scrisorile ei către „doctorii invizibili” și prin comportamentul ei inexplicabil în relația cu Aureliano, pe care încearcă să-l izoleze de restul lumii. Ea e singura care cunoaște adevarata origine a lui Aureliano Babilonia, pe care i-o va marturisi fiul ei, José Arcadio, prin corespondență.

### A cincea generație

#### Renata Remedios (Meme)
Meme este cel de-al doilea copil și prima fiică a lui Fernanda și Aureliano al II-lea. Ea nu e la fel de frumoasă ca mama sa, în schimb, moștenește dragostea de viață și carisma lui Aureliano al II-lea. După ce mama ei se plânge că ea cânta la clavicord și nu face nimic în rest, Meme este trimisă la școală. Ea primește o diplomă pentru performanțe și recunoaștere pentru notele sale excelente. Continuă să cânte la clavicord pentru a o liniști pe Fernanda. Îi plac petrecerile și se expune, asemeni tatălui său, tendinței către exces. Meme îl întâlnește și se îndrăgostește de Mauricio Babilonia, un mecanic chipeș de etnie maură care lucrează pe plantațiile de banane. Când Fernanda află că cei doi au relații sexuale, „aranjează” ca Mauricio să fie împușcat, învinovățindu-l că ar fi fost hoț de găini, iar pe Meme o trimite la o mânăstire de maici. Meme muțește pentru tot restul vieții sale, pe de-o parte din cauza traumei suferite, iar pe de altă parte ca un semn de rebeliune. Câteva luni mai târziu se dovedește a fi însărcinată, ea dând viață unui fiu, Aureliano. Este trimis să trăiască alături de familia Buendía. Într-un final, Meme moare de bătrânețe într-un spital necunoscut din Cracovia.

#### José Arcadio (II)
José Arcadio (II), botezat după strămoșii săi în tradiția Buendía, urmărește tendințele anterioare ale membrilor cu numele de Arcadio. Este crescut de către Úrsula, care își dorește ca el să devină papă. Întorcându-se acasă de la Roma (fără să fi devenit preot) după moartea mamei sale, el găsește o comoara și începe s-o risipească pe petreceri generoase. Mai târziu, o tentativă de prietenie va apărea între el și Aureliano Babilonia, nepotul său. José Arcadio (II) este omorât de patru elevi care îi fură aurul.

#### Amaranta Úrsula
Amaranta Úrsula este cel de-al treilea copil a Fernandei și al lui Aureliano. Ea dovedește aceleași caracteristici cu cele ale tizei sale, Úrsula, fiind plină de voință, încântătoare, se străduiește pentru fericirea ei și a celorlalti. Ea nu va afla că bebelușul trimis familiei Buendia este nepotul său, fiul ilegitim al lui Meme. Copilul devine prietenul său cel mai bun din copilărie și adolescență. Se întoarce din Europa cu un soț mai în vârstă, Gaston, care o va părăsi când va afla de legătura ei pasionantă cu Aureliano, nepotul său. Moare din cauza unei hemoragii după ce dă naștere ultimului Aureliano al familiei.

### A șasea generație

#### Aureliano Babilonia (Aureliano II)
Aureliano este fiul ilegitim al lui Meme. El este trimis acasă și este ascuns de către bunica sa, Fernanda. Moștenește aceleași trăsături ca tizul său, colonelul: taciturn, liniștit și cu o încărcătură emoțională deosebită. Aureliano Babilonia nu apucă s-o cunoască prea bine pe Úrsula, deoarece ea moare în timpul copilăriei sale. Este prieten cu José Arcadio al II-lea care îi explică adevărata poveste a masacrului tatălui său. În timp ce ceilalți membri ai familiei vin și se duc, el rămâne mereu acasă. Se aventurează numai în orașul pustiu, și asta după moartea Fernandei. Aureliano lucrează la descifrarea pergamentelor lui Melchiade, dar se oprește din cauza relației sale cu Amaranta Úrsula, fără ca el să știe că îi este mătușă. Când ea și copilul său mor, el ajunge să fie în stare să descifreze pergamentele. Descoperă ultimele enigme ale pergamentului și ajunge să vadă epigraful acestuia alcătuind perfect arborele genealogic al familiei în timp și spațiu. Primul personaj este legat de un copac, iar ultimul este mâncat de către furnici. Se presupune că a murit ca toți ceilalți în Macondo, oraș deja pustiu.

### A șaptea generație

#### Aureliano (III)
Fiul ilegitim al lui Aureliano și al mătușii sale, Amaranta Úrsula, Aureliano s-a născut cu coadă de porc, așa cum cea mai în vârstă dintre Ursule se temea că se va întâmpla (părinții copilului nu auziseră de acest lucru). Mama sa a murit în timp ce năștea. Din cauza neglijenței tatălui său, el este devorat de furnici. Când acesta îi vede cadavrul, Aureliano Babilonia înțelege semnificația pergamentului.

### Alte personaje

#### Melchiade
Melchiade este un personaj ce făcea parte din trupa țiganilor. El vizitează Macondo în fiecare an, în martie, și atunci el începe să povestească lucruri din întreaga lume. Melchiade îi vinde lui José Arcadio Buendía câteva noi invenții: o pereche de magneți și laboratorul unui alchimist. Mai târziu, țiganii spun că Melchiade a murit în Singapore, dar el se întoarce să trăiască alături de familia Buendía, declarând că nu suporta singuratatea morții. El stă cu familia Buendía și scrie misterioasele pergamante pe care, mai târziu, Aureliano Babilonia le traduce. Melchiade moare a doua oară, de data aceasta înecându-se într-un râu de lângă Macondo. Familia Buendía organizează o mare ceremonie în cinstea acestuia. După moartea lui Melchiade, Marquez face referire la una dintre primele sale nuvele, „Los funerales de la Mamá Grande” (Funeraliile bunicii)

#### Pilar Ternera
Pilar este o locuitoare a orașului Macondo care se culcă cu frații Aureliano și José Arcadio. Așadar, ea devine mama fiilor lor, Aureliano José și Arcadio. Pilar ghicește viitorul în cărți, și în acest fel, ea ajută familia Buendía, de care este foarte apropiată, de-a lungul întregului roman. Pilar moare după ce împlinește 145 de ani (într-un final ea se oprește din numărat), supraviețuind până în ultimele zile ale orașului Macondo. Numele de „Ternera” este un joc de cuvinte de la cuvântul „ternura” care în spaniolă înseamnă tandrețe. Pilar este totdeauna prezentată ca o figură foarte iubitoare.

#### Pietro Crespi
Pietro este un muzician italian foarte arătos și politicos. El conduce o școală de muzică și tot el aduce pianola în casa Buendía. Se însoară cu Rebeca, dar Amaranta, iubindu-l și ea, reușește să amâne căsătoria mulți ani. Când José Arcadio declară că Rebeca este soția sa, și ea acceptă, Pietro începe să tânjească după Amaranta. Ea este mult prea necajită și îl respinge cu cruzime. Deznădăjduit de pierderea ambelor iubite, se sinucide.

#### Petra Cotes
Petra este o femeie slabă și negricioasă cu ochi aurii, asemenei unei pantere. Ea este amanta lui Aureliano al II-lea, dar și iubirea vieții sale. Ajunge în Macondo, împreună cu primul ei soț, pe vremea când era încă adolescentă. Acesta construiește loteria locală, dar moare cu câțiva ani înainte ca Petra să-i cunoască pe gemeni. Ea se întâlnește cu cei doi bărbați crezând că-i unul singur. Când José Arcadio se hotărăște s-o părăsească și să n-o mai vadă niciodată, Aureliano al II-lea o iartă și-i rămâne alături. Aureliano al II-lea se întâlnește cu ea chiar și după ce el se căsătorește și, într-un final, el va locui cu ea. Acest lucru o va necăji pe soția lui, Fernanda del Carpio. Când Aureliano și Petra făceau dragoste, animalele lor se înmulțeau ajungând la o rată imensă, dar ferma lor se năruie după cei cinci ani de ploaie. Petra câștigă bani cu loteria și duce coșuri cu mâncare Fernandei și familiei sale după moartea lui Aureliano al II-lea.

#### Domnul Herbert și Domnul Brown
Domnul Herbert este un personaj care a apare neașteptat într-o zi la masa de prânz a familiei Buendía. După ce a gustat, pentru prima dată, bananele locale, el vorbește cu o companie bananieră în vederea înființării unei plantații în Macondo. Compania de banane este condusă de Domnul Brown. Meme are grijă de fiica lui, Patricia. Când José Arcadio al II-lea declanșează o grevă, compania îi prinde pe greviști în capcană și-i omoară în piața centrală a orașului, aranjând cadavrele, pe ascuns, într-un tren, ca apoi să le arunce în mare. José Arcadio este singurul care își amintește masacrul. Compania este ajutată de către armată, ce are ca ordin să omoare pe oricine opune rezistență. Compania va părăsi Macondo atunci când va începe o ploaie ce o să dureze 5 ani. De altfel, evenimentul este bazat pe o faptă reală, este vorba despre „Masacrul Bananelor”, care a avut loc în Santa Marta, Columbia, în anul 1928.

#### Mauricio Babilonia
Mauricio este un mecanic onest și arătos care lucrează la compania de banane. Se spune că este un descendent al țiganilor care obișnuiau să viziteze periodic orașul. El este, într-un mod foarte neobișnuit, înconjurat constant de fluturi galbeni, care, o vreme, obișnuiau să se țină și după iubita lui. Mauricio se îndrăgostește de Meme, pe care o întâlnește la fabrica de banane. În momentul în care Fernanda află de relația lor, ea încercă să-i pună capăt. Atunci când Mauricio continuă să se furișeze în casă s-o vadă pe Meme, Fernanda pune să fie ucis pe motiv că ar fi fost un hoț de găini. Meme rămâne însărcinată cu fiul lui Mauricio, Aureliano. Băiatul este adus într-un coș de către o călugăriță la casa Buendía.

#### Gastón
Gastón este soțul belgian al Amarantei Úrsula cu care s-a căsătorit în timpul călătoriei sale în Europa. Gastón este mai în vârstă decât soția lui cu vreo 15 ani. Este aviator și aventurier. Într-un final, soția sa vrea să rămână definitiv în Macondo. În timpul unei plecări a lui Gastón în Europa, Amaranta Úrsula îi scrie și îi trimite o scrisoare în care îi vorbește despre dragostea ei cu Aureliano (Babilonia) Buendía.

#### Gabriel García Márquez
Gabriel García Márquez nu este decât un personaj minor, dar are distincția de a purta același nume ca al autorului. El este stră-stră-nepotul Colonelului Gerineldo Márquez. El și Aureliano Babilonia sunt prieteni apropiați deoarece ei sunt singurii care cunosc istoria orașului, acea istorie în care nu crede nimeni. Pleacă la Paris după ce a câștigat un concurs și decide să rămână acolo - vânzând ziare vechi și sticle goale.

## Teme majore
Romanul explorează problema timpului în contextul nemuririi și este o operă care atinge toate temele condiției umane.Șapte generații strâns legate între ele prin pasiuni, obsesii, fantezii, disperări, speranțe, iubire.Romanul poate fi citit ca o alegorie a istoriei latino-americane, a condiției umane și ca o meditație asupra timpului. Capodopera lui García Márquez, „Un veac de singurătate”, este un roman care îmbină realul cu fantasticul, meditația filozofică și narațiunea captivantă într-o creație unică, vie, tulburătoare, somptuoasă și plină de culoare.

#### Subiectivitatea realității

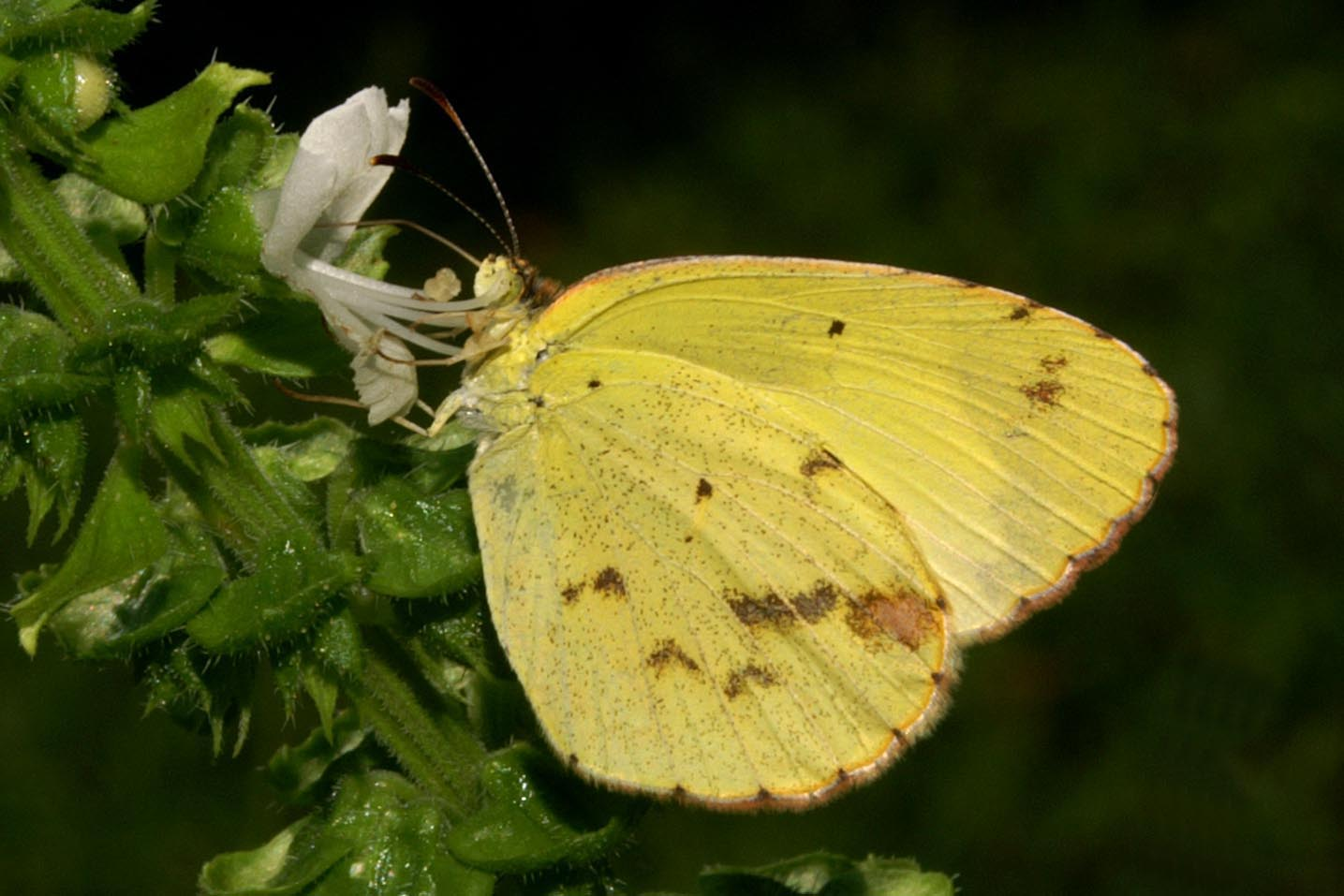
Fluturele galben este des întâlnit în roman având diverse semnificații.

Criticii deseori citează anumite opere ale lui Gabriel García Márquez, precum „Un domn foarte bătrân și cu niște aripi enorme” și „Un veac de singurătate”, ca fiind reprezentative pentru realismul magic, cu un stil de a scrie în care supranaturalul este prezentat ca fiind lumesc, iar lumea ca fiind supranaturală sau extraordinară. Termenul de „realism magic” a fost inventat de către criticul de artă german Franz Roh în 1925.

#### Fluiditatea timpului
- „Un veac de singurătate” conține mai multe idei privind timpul. Deși povestea poate fi citită ca un progres liniar de evenimente, putând fi luate în considerare atât destinele personajelor cât și istoria orașelului Macondo, García Márquez face loc câtorva interpretări ale timpului:

- El prezintă istoria sub forma unei metafore și ca un fenomen circular prin repetarea numelor și a caracteristicilor familiei Buendía. De-a lungul a șase generații, toți José Arcadio au avut aceleași trăsături: curiozitatea și gândirea rațională, dar și o putere fizică deosebită. Aurelienii, pe de altă parte, au trăsături înclinate spre izolare, singurătate și tăcere. Repetarea trăsăturilor reproduce istoria caracterelor individuale și, în final, istoria orașului.

- Romanul explorează problema eternului prin contextul nemuririi. Una dintre metaforele majore care face referire la această temă este prezența laboratorului de alchimie din casa familiei Buendía, care a fost construit de către Melchiade încă de la începutul poveștii și rămâne neschimbat de-a lungul timpului. Laboratorul este locul unde membrii familiei Buendía își pot manifesta și satisface dorința de izolare și singurătate. Atmosfera inevitabilului prevalează pe tot parcursul textului.

## Însemnătatea operei
- În 1967 The New York Times scria că: „Un veac de singurătate” este prima operă literară, după Geneză, care ar trebui să fie citită de întreaga omenire.

- Premiul Nobel pentru Literatură i-a fost acordat lui García Márquez pentru întreaga sa operă, iar romanul „Un veac de singurătate” a câștigat premiul acordat de către Franța pentru „Cea mai bună carte străină” în 1969 și Premiul Rómulo Gallegos pentru Literatura din Venezuela în 1972.

## Adaptări
Piesa lui Shuji Terayama „Un veac de singurătate” (百年の孤独, interpretată în original de către Tenjo Sajiki), de asemenea și filmul său, „Farewell to the Ark” (さらば箱舟) sunt adaptări libere (nu sunt autorizate oficial) ale romanului lui Marquez, transplantate în tărâmul de istorie și cultură japoneză.
A fost adaptat ca o piesă de teatru cu același nume de Ana Lasić și Ivo Svetina. Piesa a fost programată să aibă premiera în colaborare cu UDG Culture Guadalajara în decembrie 2016, dar nu a fost realizată din cauza morții subite și neașteptate a regizorului Tomaž Pandur.
La 6 martie 2019, fiul lui García Márquez, Rodrigo García Barcha, a anunțat că Netflix va adapta romanul într-un serial TV. Primul sezon urmează să fie lansat în decembrie 2024, fiind urmat de un sezon secund care va acoperi partea finală a romanului.

## Aluzii și referințe
- Modena City Ramblers, o trupă italiană de folk, a lansat un album în anul 1997 numit „Terra e Libertà”. Multe cântece de pe acest album (ca de exemplu: „Cent'anni di solitudine”, „Macondo Express”, „Il ballado di Aureliano”) au fost inspirate din roman.

- Artistul Owen a inregistrat o melodie numită „The Sad Waltzes of Pietro Crespi” pe albumul său „At Home with Owen” (2006).

- Gilbert Hernandez face deseori referire la roman în cartea sa „Love and Rockets”.

- Trupa britanică Radiohead a înregistrat o melodie numită „Banana Co.” cu referire la compania bananieră despre care se vorbește în carte.

## Autorul despre opera sa și aprecieri critice
Având în vedere perspectiva narativă a romanului, autorul a mărturisit:
„Tonul pe care l-am folosit de fapt în „Un veac de singuratăte” se baza pe felul în care povestea bunica mea. Ea spunea povești care păreau supranaturale și fantastice, dar le spunea cu o totală naturalețe...Cel mai important lucru era expresia feței sale. Nu-și modifica deloc expresia când povestea și toată lumea era surprinsă. În scrierile mele anterioare, am încercat să spun povești fără să cred eu insumi în ele și să le scriu cu aceeași expresie cu care le spunea bunica mea: cu o față împietrită.”—Gabriel García Márquez
Autorul despre lucrarea sa:
„Despre „Un veac de singurătate” s-au scris tone de hârtie, s-au spus o mulțime de lucruri importante, dar nimeni nu a atins aspectul care m-a interesat cel mai mult atunci când am scos cartea, si anume ideea că singurătatea este contrariul solidarității și cred că aceasta este esența cărții. Așa se explică frustrarea stirpei Buendía, frustrarea mediului, frustrarea satului Macondo. Cred că aici este vorba de un concept politic: singurătatea considerată ca negație a solidarității este un concept politic de cea mai mare importanță.”—Gabriel García Márquez
Gabriel García Márquez declara într-un interviu:
„Problema cea mai importantă pentru mine a fost să șterg linia de demarcație care separă ceea ce pare real de ceea ce pare fantastic, fiindcă în lumea pe care încerc s-o evoc această barieră nu există. Aveam nevoie de un ton convingator care prin propriul său prestigiu să facă verosimile lucruri aparent neverosimile, și asta fără să tulbure unitatea narațiunii...”—Scriitorul columbian într-un interviu
Aprecieri făcute de scriitorul latino-american, Mario Vargas Llosa:
„În afară de faptul că a scris o carte admirabilă, Gabriel García Márquez a reușit să restabilească o filiație narativă întreruptă cu secole în urmă, să reînvie noțiunea cuprinzătoare, generoasă și magnifică a realismului literar de care dispuneau întemeietorii genului romanesc în Evul Mediu [...], să se ia la întrecere, de la egal la egal, cu realitatea însăși, să încorporeze romanului tot ceea ce există în comportamentul, memoria, fantezia sau coșmarurile oamenilor; să facă din narațiune un obiect verbal care să reflecte lumea asa cum este ea: multiplă și oaceanică.”—Mario Vargas Llosa